# El retorn de Sabata
El retorn de Sabata (títol original en italià:  È tornato Sabata... hai chiuso un'altra volta ) és una pel·lícula italiana dirigida per Gianfranco Parolini (conegut com a Frank Kramer), estrenada el 1971. Ha estat doblada al català.

## Argument
Antic major de l'exèrcit confederat durant la guerra de Secessió, Sabata exerceix des d'aleshores el seu talent com a tirador en un circ. De fet, segueix el rastre d'un il·lusionista igualment fals. És així com arriba a una petita ciutat on s'ha instal·lat Clyde, abans tinent sudista sota les seves ordres, i des d'aleshores arrendatari d'una casa de jocs. Sabata s'oposa aviat a una taxa posada per McIntock per a cada compra, pretesament destinada a finançar obres públiques. Sabata descobreix que McIntock diposita la falsa moneda al banc i utilitza els diners de la taxa per comprar or per a ell. Decideix apoderar-se d'aquest tresor...

## Repartiment
- Lee Van Cleef: Sabata / el major
- Reiner Schöne: Clyde / el tinent
- Giampiero Albertini: Joe McIntock
- Pedro Sanchez: Bronco
- Annabella Incontrera: Maggie, una noia du saloon
- Jacqueline Alexandre: Jackie McIntosh
- Vassili Karis: Bionda
- Aldo Canti: Angel
- John Bartha: el xèrif
- Günther Stoll: Circus Show Man

## Al voltant de la pel·lícula
- El personatge de Sabata inspira altres westerns de la mateixa època a Itàlia :
  - Lo irritarono i Santana fece piazza pulita de Rafael Romero-Marchent - 1970
  - Arriva Sabata! de Tulio Demicheli - 1970
  - Wanted Sabata de Roberto Mauri - 1970
  - Sei già cadavere amico... ti cerca Garringo ! de Juan Bosch - 1970
  - Prima ti perdono... poi t'ammazzo de Juan Bosch - 1970
  - Quel maledetto giorno della resa dei conti de Sergio Garrone - 1971
  - I due figli di Trinità d'Osvaldo Civirani - 1972

Així com un film eròtic franco-belga, Les Filles du Golden Saloon de Gilbert Roussel el 1975